# Slovenska popevka 1981
Slovenska popevka 1981 je potekala 5. in 6. junija v Linhartovi dvorani Cankarjevega doma pod imenom Dnevi slovenske zabavne glasbe – Ljubljana '81. Prireditev je to leto nekoliko izgubila svoj festivalski značaj, saj so prvi večer izvedli retrospektivo pesmi svobodnih oblik (šansonov) in slovenske uspešnice v izvedbi tujih ter jugoslovanskih pevcev, drugi večer pa je bil »pop večer«, na katerem se je predstavilo 14 novih pesmi, a podeljena je bila samo nagrada za najboljši glasbeni vtis oziroma aranžma.

## Prvi večer

### Retrospektiva pesmi svobodnih oblik
Nastopili so Marjana Deržaj (Breza moje mladosti), Lado Leskovar (Zgodba o puški št. 503, Balada o cigareti, Črna plesalka), Ditka Haberl (Samo nasmeh je bolj grenak, Kaj je sreča), Elda Viler (Včasih, Dnevi srečni, dnevi žalostni, Lastovke), Oto Pestner (Nikogar ni med soncem in menoj), Mateja Koležnik (Veš) in Majda Sepe (Pismo za Mary Brown, Kje je tista trava, Stihi mojega spomina).

### Slovenske uspešnice v izvedbi tujih gostov
| Izvajalec         | Država           | Pesem                      |
| ----------------- | ---------------- | -------------------------- |
| Liquid Gold       | Velika Britanija | Ljubezen iz šolskih dni    |
| Sandie Jones      | Irska            | Vsi ljudje hitijo          |
| Eija Ahvo         | Finska           | Tako dekle                 |
| Gino D'Eliso      | Italija          | Moje laži so vse, kar imam |
| Renata Danel      | Poljska          | Gvendolina, kdo je bil     |
| Hans-Jürgen Beyer | Vzhodna Nemčija  | Nekoga moraš imeti rad     |
| Renato            | Malta            | Brez sonca cvetja ni       |
| Marcela Laiferová | Slovaška         | Ne priznam                 |
| Gaby Baginsky     | Zahodna Nemčija  | Nasmeh poletnih dni        |
| Lajos Túri        | Madžarska        | Naj bo baby                |
| Oliver Dragojević | Hrvaška          | Mlade oči                  |

## Pop večer
| #   | Izvajalec                 | Naslov pesmi                | Avtor glasbe    | Avtor besedila  | Avtor aranžmaja |
| --- | ------------------------- | --------------------------- | --------------- | --------------- | --------------- |
| 1.  | Prizma                    | Moj oče filmski superstar   | Franci Čelhar   | Daniel Levski   | Franci Čelhar   |
| 2.  | Zoran Crnkovič            | Tistih pet minut            | Zoran Crnkovič  | Tomaž Domicelj  | Zoran Crnkovič  |
| 3.  | Tatjana Dremelj           | Obrazi                      | Andrej Pompe    | Daniel Levski   | Jani Golob      |
| 4.  | Marko Bitenc & Predmestje | Kdo si ti                   | Andrej Pompe    | Marko Bitenc    | Andrej Pompe    |
| 5.  | Ivek Baranja              | Kresna noč                  | Danijel Bedrač  | Gregor Strniša  | Jani Golob      |
| 6.  | Prelom                    | Najina pot                  | Tomaž Kozlevčar | Damjana Mayer   | Tomaž Kozlevčar |
| 7.  | Meta Močnik               | Človek v človeku            | Aleš Strajnar   | Dušan Velkaverh | Aleš Strajnar   |
| 8.  | Tomaž Domicelj            | Joj, mami, pankerji gredo   | Tomaž Domicelj  | Tomaž Domicelj  | Tomaž Domicelj  |
| 9.  | Tomo Jurak                | Živeti sam                  | Miro Markič     | Miro Markič     | Miro Markič     |
| 10. | Prah                      | Gospod bencin-cin-cin       | Miha Kralj      | Dušan Bižal     | Miha Kralj      |
| 11. | Edvin Fliser              | Njej                        | Edvin Fliser    | Elza Budau      | Dečo Žgur       |
| 12. | Pepel in kri              | Prijateljstvo               | Tadej Hrušovar  | Dušan Velkaverh | Dečo Žgur       |
| 13. | Branka Kraner             | Vedno me je nekaj prehitelo | Tomaž Kozlevčar | Dušan Velkaverh | Tomaž Kozlevčar |
| 14. | Hazard                    | Otroci pankrtov             | Tadej Hrušovar  | Dušan Velkaverh | Tadej Hrušovar  |

## Seznam nagrajencev
Nagrada za najboljši glasbeni vtis (aranžma)
- Aleš Strajnar za pesem Človek v človeku

Nagrade mednarodne žirije tujim izvajalcem za interpretacijo slovenskih pesmi
- 1. nagrada: Liquid Gold za pesem With a Little Love (Ljubezen iz šolskih dni)
- 2. nagrada: Eija Ahvo za pesem Metamorphosis (Tako dekle)
- 3. nagrada: Oliver Dragojević za pesem Mlade oči